# Roberto Fontanarrosa
Pour les articles homonymes, voir Fontanarossa.
Roberto Fontanarrosa, né le 26 novembre 1944 à Rosario et mort le 19 juillet 2007 dans cette même ville est un écrivain et auteur de bandes dessinées argentin.
Il est l'auteur des séries de bande dessinée Inodoro Pereyra (es), le gaucho solitaire et philosophe, et de Boogie el aceitoso (es).